# Campagne mesopotamiche di Ardashir I
Le campagne mesopotamiche di Ardashir I rappresentarono il primo episodio di un nuovo periodo di guerre tra Romani e Sasanidi. La guerra tra l'Impero romano, governato dall'imperatore romano Alessandro Severo (222-235), e il dominio dei Sasanidi, guidati da Ardashir I (224-241), durò per oltre un decennio, dal 229 al 241 quando il sovrano sasanide morì e fu sostituito dal figlio, Sapore I.

## Contesto storico
Tra il 224 e il 226/227 avvenne un episodio importante, che cambiò le sorti dei rapporti tra Impero romano e Impero persiano: in Oriente l'ultimo sovrano dei Parti, Artabano IV, fu rovesciato dopo essere stato sconfitto in "tre battaglie" e il rivoltoso, Ardashir I, fondò la dinastia sasanide, destinata a essere avversaria orientale dei Romani fino al VII secolo. In particolare, a partire dal 229/230, Sasanidi e Romani si scontrarono per la prima volta.
(Erodiano, Storia dell'impero dopo Marco Aurelio , VI, 2.6.)
Sul fronte romano, invece, la nuova dinastia dei Severi che regnò sull'Impero romano tra la fine del II e i primi decenni del III secolo (dal 193 al 235, con una breve interruzione durante il regno di Macrino tra il 217 e il 218), e che aveva avuto in Settimio Severo il suo capostipite, si trovava ora nelle mani di un giovane imperatore, Alessandro Severo, che pochi anni dopo fu ucciso, rivelandosi l'ultimo discendente. La nuova dinastia era nata sulle ceneri di un lungo periodo di guerre civili, dove si erano affrontati altri tre contendenti oltre a Settimio Severo (Didio Giuliano, Pescennio Nigro e Clodio Albino).

### Casus belli
Il casus belli fu la rivendicazione da parte dei Sasanidi, che si consideravano discendenti dei Persiani, del possesso di tutto l'impero degli Achemenidi, ivi compresi i territori, ora romani, dell'Asia Minore e del Vicino Oriente fino al mare Egeo.
(Erodiano, Storia dell'impero dopo Marco Aurelio , VI, 2.2.)

## Forze in campo

### Sasanidi
Non conosciamo con precisione quante e quali furono le armate messe in campo da parte dei Sasanidi. Cassio Dione Cocceiano ci racconta che si trattava certamente di una grossa armata, pronta a terrorizzare non solo la provincia romana di Mesopotamia, ma anche quella di Siria, ad ovest dell'Eufrate.
Ciò che conosciamo di questo esercito è che non era permanente come quello romano, con soldati di professione pagati regolarmente per svolgere il loro mestiere. Vi era solo un'eventuale divisione del bottino finale. Ci troviamo piuttosto di fronte ad un sistema simile a quello feudale, dove per ogni campagna era necessario assemblare un esercito di volta in volta, composto da nobili a capo dei loro "clan", sottoposti poi sotto il comando di un principe della casa reale. Non c'erano perciò ufficiali esperti d'armi che prestassero servizio in modo continuo e neppure un sistema di reclutamento durevole, poiché non vi erano unità militari permanenti, sebbene molti fossero i nobili a disposizione dell'esercito sasanide. Per questi motivi, spesso ingaggiavano armate mercenarie. Usavano soprattutto l'arco ed il cavallo in guerra, diversamente dai Romani che prediligevano la fanteria, tanto che i Sasanidi si dice crescessero fin dall'infanzia, cavalcano e tirando con le frecce, vivendo costantemente per la guerra e la caccia.
Vi è da aggiungere però che, a differenza dei Parti arsacidi, cercarono di mantenere sotto le armi per più anni i loro contingenti, nel corso di importanti campagne militari, velocizzando il reclutamento delle loro armate, oltre a meglio assimilare le tecniche di assedio dei loro avversari romani, mai veramente apprese dai loro predecessori.

### Romani
Sappiamo invece che per i Romani le forze messe in capo erano rappresentate dalle legioni e dalle truppe ausiliarie disposte lungo il limes orientale, che purtroppo secondo Cassio Dione Cocceiano, non versavano in uno stato accettabile di preparazione, disciplina e morale, per far fronte a questo nuovo pericolo orientale. Qui sotto l'elenco delle legioni e delle loro rispettive fortezze (a cui potremmo aggiungere successivamente anche la IV Italica, costituita attorno al 231 da Alessandro Severo):
| N. fortezze legionarie del limes orientale | unità legionaria          | località antica    | località moderna | provincia romana       |
| ------------------------------------------ | ------------------------- | ------------------ | ---------------- | ---------------------- |
| 1                                          | Legio XV Apollinaris      | Satala             | Sadagh           | Cappadocia             |
| 2                                          | Legio XII Fulminata       | Melitene           | Melitene         | Cappadocia             |
| 3                                          | Legio III Parthica        | Nisibis            | Nusaybin         | Mesopotamia            |
| 4                                          | Legio I Parthica          | Singara            | Sinjar           | Mesopotamia e Osrhoene |
| 5                                          | Legio IV Scythica         | Zeugma             | Belkis           | Syria Coele            |
| 6                                          | Legio XVI Flavia Firma    | Sura               | Sura             | Syria Coele            |
| 7                                          | vexill. Legio II Parthica | Apamea sull'Oronte |                  | Syria Coele            |
| 8                                          | Legio III Gallica         | Danaba             | Mehin            | Syria Phoenicia        |
| 9                                          | Legio X Fretensis         | Aelia Capitolina   | Gerusalemme      | Syria Palaestina       |
| 10                                         | Legio VI Ferrata          | Caparcotna         | Kfar Otnay       | Syria Palaestina       |
| 11                                         | Legio III Cyrenaica       | Bostra             | Bosra            | Arabia Petraea         |

## Fasi del conflitto

### Prima fase: avanzata sasanide in Mesopotamia (229-231)
229 ca.Con l'ascesa del primo sovrano sasanide, Ardashir I, le armate persiane tornarono ad assediare inutilmente la città di Hatra (per farne una base di attacco contro i Romani), che non sappiamo se fosse sotto il diretto controllo romano, o semplicemente una città "cliente" del popolo romano. L'insuccesso di questo assedio costrinse il sovrano sasanide a recarsi in Media prima, dove riuscì a sottometterne i territori, e poi in Armenia, dove fu però respinto da un figlio del vecchio sovrano dei Parti, Artabano IV.
230Nel corso di questo anno, le armate sasanidi avanzarono nella Mesopotamia romana ponendo sotto assedio molte guarnigioni romane lungo l'Eufrate, cercando inoltre, senza riuscirvi, di conquistare Nisibis (importante centro del commercio con l'Oriente e la Cina), e forse invadendo le province romane di Siria e Cappadocia, seppure non vi siano sufficienti indizi archeologici, almeno allo stato attuale delle conoscenze, per dire che le scorrerie abbiano colpito anche i territori ad occidente dell'Eufrate.
(Erodiano, Storia dell'impero dopo Marco Aurelio , VI, 2.1.)
Vi è da aggiungere che presso Hatra furono lasciati alcuni distaccamenti dell'esercito romano (della legio I Parthica e della Cohors IX Maurorum [Gordiana]).
231L'imperatore Alessandro Severo organizzò allora una nuova spedizione militare contro i Sasanidi, arruolando una nuova legione in Italia, la legio IIII Italica. Erodiano riporta il discorso che Alessandro fece di fronte alle truppe schierate e racconta di come i soldati fossero incoraggiati dalle parole dell'imperatore. Dopo aver distribuito denaro alle truppe, si recò al Senato per fare un discorso simile e rendere pubbliche le sue intenzioni. Il giorno della partenza (forse nella primavera di quest'anno), dopo aver presenziato ai sacrifici di rito, Alessandro lasciò Roma (231), per raggiungere Antiochia di Siria, suo quartier generale.

### Seconda fase: reazione romana (232)
232Alessandro, una volta raggiunta Antiochia di Siria, fece un ulteriore tentativo di mediazione, offrendo pace e amicizia ad Ardashir, ma questi, non solo mandò indietro gli inviati romani a mani vuote, fece pervenire all'Imperatore romano quattrocento suoi soldati di aspetto imponente e riccamente vestiti, con un rinnovato invito ad abbandonare le terre romane fino al Bosforo. Alessandro arrestò i quattrocento inviati sasanidi e li mandò a coltivare terre in Frigia, senza però metterli a morte.
La campagna iniziò con un piano strategico che prevedeva di dividere l'esercito romano in tre differenti colonne di marcia. Alessandro scelse per sé quella centrale, mentre la prima doveva inoltrarsi verso nord e sottomettere Armenia e Media, mentre la terza, doveva discendere il fiume Eufrate, congiungendosi con quella di Alessandro Severo presso Ctesifonte. La sua indecisione nell'avanzare e lo scarso livello di preparazione delle truppe orientali romane, fecero sì che al contingente meridionale venisse ad opporsi quasi l'intero esercito sasanide, che sconfisse i Romani infliggendo loro gravi perdite. Erodiano racconta che la causa dell'indecisione di Alessandro fu la sua paura di mettere in gioco la propria vita o le «paure femminili» di sua madre Giulia Mamea, che lo aveva seguito in Oriente. La notizia della disfatta giunse all'imperatore mentre questi era malato, e lo fece disperare sull'esito finale della campagna. Gli stessi soldati, minati da malattie causate dall'ambiente insalubre e dalla scarsità delle provviste, accusarono l'imperatore di aver causato la distruzione dell'esercito per la sua scarsa capacità militare, tanto che vi fu un tentativo di usurpazione, subito sventato, da parte di un certo Uranio. Alessandro ordinò allora che i due gruppi superstiti di truppe si recassero a svernare ad Antiochia, e sulla strada del ritorno sembra che ingenti furono le perdite romane: l'esercito proveniente da nord fu praticamente decimato dalle temperature rigide delle montagne dell'Armenia, quello meridionale a causa della disfatta subita lungo l'Eufrate a causa di un numero impari di forze sasanidi contro cui si era scontrato.
La campagna si rivelò comunque non del tutto negativa per i Romani, poiché i territori perduti in Mesopotamia nel corso dell'avanzata sasanide degli anni 229-230, furono riconquistati e i Sasanidi rimasero tranquilli fino al 239-240, mentre Alessandro poté fregiarsi dei titoli vittoriosi di Parthicus maximus e Persicus.

### Terza fase: nuove invasioni sasanidi nella Mesopotamia romana, dopo la morte di Alessandro severo (237-241)

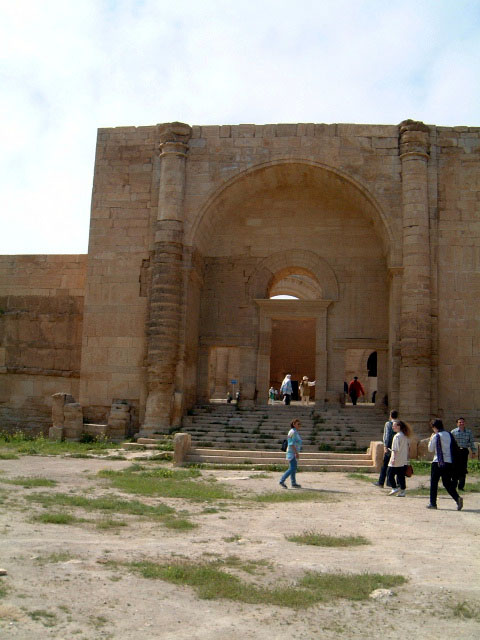
La città di Hatra (nella foto alcune sue rovine), alleata dei Romani, cadde dopo un lungo assedio da parte delle armate sasanidi nel 240.

237-238Sembra che nel corso del regno di Massimino il Trace, succeduto all'ultimo della dinastia dei Severi, Alessandro, le città della provincia romana di Mesopotamia, Nisibi e Carrhae, furono assediate e occupate dai Sasanidi. Non a caso anche Erodiano suggerisce che i Sasanidi rimasero tranquilli per tre o quattro anni dopo le campagne di Alessandro Severo del 232, il cui esito finale fu assai incerto per le due parti.
238/239Una nuova invasione su vasta scala da parte delle armate sasanidi, avvenne nel corso di quest'anno, le quali posero sotto assedio la città-fortezza di Dura Europos, avamposto romano sull'Eufrate.
240Nel corso di quest'anno sembra che Ardashir I riuscì finalmente nell'impresa di occupare e distruggere l'importante città-roccaforte di Hatra, alleata dei Romani, occupando poi buona parte della Mesopotamia romana (comprese le fortezze legionarie di Resaina e Singara, oltre al forte ausiliario di Zagurae, l'odierna Ain Sinu), arrivando forse anche ad assediare ed occupare la stessa Antiochia di Siria, come sembra suggerire il fatto che la sua zecca smise di battere moneta per gli anni 240 e 241.

## Conseguenze
La morte poi del giovane imperatore per mano di un suo generale, Massimino il Trace (nel 235), e la successiva anarchia militare in cui per circa un cinquantennio versò l'Impero romano, determinarono non pochi vantaggi a favore del nascente Impero sasanide, che non si lasciò sfuggire l'occasione di sorprendenti rivincite, fino ad occupare la stessa Antiochia di Siria nel 252 e nel 260.